# Цигански романсеро
Цигански романсеро (често преведене на енглески као Циганске баладе) је збирка поезије шпанског писца Федерика Гарсије Лорке. Први пут објављена 1928. године, састоји се од осамнаест романса са темама као што су ноћ, смрт, небо и месец. Све песме се баве ромским народом и њиховом културом, али само као тема која је носила ширу поруку коју је песник покушавао да пренесе.
Циганске баладе су одмах постале популарне и остају најпознатија књига поезије Гарсије Лорке. Била је то веома стилизована имитација балада и песама које су се још увек причале широм шпанског села. Сам Гарсија Лорка описао је дело као „резбарени олтарски комад“ Андалузије са „циганима, коњима, арханђелима, планетама, њеним јеврејским и римским поветарцима, рекама, злочинима, свакодневним додиром шверцера и небеском нотом наге деце Кордобе. Књига која једва да изражава видљиву Андалузију, али у којој дрхти скривена Андалузија“. Књига му је донела славу широм Шпаније и латиноамеричког света; тек много касније у животу стекао је значај као драматург.
Писац ће до краја живота трагати за елементима андалузијске културе, покушавајући да пронађе њену суштину не прибегавајући „сликовитости“ или клишејској употреби „локалне боје“.

## Структура

### Ликови
Окарактерисан као Ром, Лорка је задржао своје идеологије и особине. Третман људи и жена дела је веома традиционалан, условљен временом у коме се налазе.
- Човек. Задржава углавном пасиван став, јер у представи жале или јадикују само жене. Мушкарци представљају особине зрелости, доброг разума и способности реаговања. Истиче се готово потпуно одсуство физичких описа мушкараца.
- Жена. Изгледа детаљно описано и физички и психички. У представи су слаби ликови пред тешкоћама, чиме мушки лик добија на снази. Лорка их описује са гривом црне косе, третирајући их као нешто веома сензуално и еротично. Соледад Монтоја или циганска монахиња представљају оно што жене значе Ромима.

### Стил
Лорка намерава да споји наративни језик са лирским, а да ниједно од њих не изгуби на квалитету. Дакле, укључује традицију балада: приче које почињу ин медиас рес и имају недовршен завршетак, описе, наратора и дијалоге у директном стилу између ликова. Понекад се овај дијалог прошири на наратора.

### Конструкција
Федерико Гарсија Лорка стилизује ромски свет, далеко од костимбризма и фолклорне типичности. Романсеро се може поделити у две серије, остављајући по страни три арханђела који симболизују Кордобу, Гранаду и Севиљу. Прва серија је више лирска, са доминантним присуством жена, друга је епскија и доминирају мушкарци.
Циганин се, због својих веровања и кодекса, судара са две стварности; љубав и „други“ који задиру у њихова права или престиж, људе своје расе или друштво које их маргинализује и тлачи, чије је оружано крило Цивилна гарда, а обично завршава крвљу и смрћу. Љубав, лична права, уверења, доводе до смрти или тешко зацељиве моралне ране.
Значајна је романса о Шпанској цивилној гарди, која није баш симпатично представљена и која у представи преузима антагонистичку улогу.

## Песме
- Романса месечарка
- Романса луни
- Драгоцени и ваздух
- Туча
- Циганска монахиња
- Неверна жена (посвећена Лидији Кабрери "и њеној смелости")
- Романса црног пенала (посвећена Хозеу Навару Парду)
- Сан Мигел (Гренада)
- Сан Рафаел (Кордоба)
- Сан Габријел (Севиља)
- Хапшење Антоњита ел Камбора на путу за Севиљу
- Смрт Антонита ел Камборија
- Мртва од љубави (посвећено Маргарити Мансо)
- Романтика позваног
- Романса шпанске цивилне гарде
- Мучеништво Санта Олале
- Дон Педрово ругање на коњу
- Тамар и Амнон